# エジミウソン・ジアス・デ・ルセナ
エジミウソン（Edmilson）ことエジミウソン・ジアス・デ・ルセナ（ポルトガル語: Edmilson Dias de Lucena、1968年5月29日 - ）は、ブラジルの元サッカー選手。ポジションはFW。
Kリーグ時代の登録名はエドミルソン（ハングル: 에드밀손）。

## 選手歴
パライバ州エマスに生まれ、SEマツバラで選手となった。その後20歳にしてポルトガルへ渡り、プリメイラ・リーガのCDナシオナルに加入、その後CSマリティモに長く在籍した。
1997年にヴィトーリアSCに移籍した。1997-98シーズンには早速6得点を挙げた。2000年夏には32歳にしてSCブラガへ移籍し、10得点以上を出した。
2001年末にサウジアラビアのアル・ヒラルに移籍。2002年にKリーグの全北現代モータースに移籍し、同年のアジアカップウィナーズカップのMVPを受賞した他、Kリーグ得点王に輝くなど活躍し、2005年に37歳で選手を引退した。

## タイトル

### クラブ
全北現代モータース
- アジアカップウィナーズカップ: 2001-02
- 韓国FAカップ: 2003, 2005
- 韓国スーパーカップ: 2004

### 個人
- アジアカップウィナーズカップMVP: 2001-02
- Kリーグ得点王: 2002
- Kリーグアシスト王: 2003
- 韓国FAカップMVP: 2003
- 韓国スーパーカップMVP 2004